# 安德斯·阿尔格伦
安德斯·阿尔格伦（瑞典語：Anders Ahlgren，1888年2月12日—1976年12月27日），瑞典男子摔跤运动员。他曾代表瑞典参加1912年和1920年夏季奥林匹克运动会摔跤比赛，其中1912年奥运会获得一枚银牌。